# Ukraina na Zimowych Igrzyskach Paraolimpijskich 2010
Ukrainę na Zimowych Igrzyskach Paraolimpijskich 2010 reprezentowało dziewiętnastu zawodników.

## Kadra

### Narciarstwo alpejskie
- Jewhen Krawitz

### Narciarstwo klasyczne
- Julija Batenkowa
- Ołena Jurkowska
- Serhij Kizniak
- Ołeksandra Kononowa
- Jurij Kostiuk
- Ołeh Leszczyszyn
- Witalij Łukjanenko
- Ołeh Munc
- Ludmyła Pawłenko
- Rusłan Samczenko
- Dmytro Szulha
- Oksana Szyszkowa
- Nadija Stefurak
- Witalij Sytnyk
- Swietłana Tryfonowa
- Tetiana Tymoszczenko
- Jurij Utkin
- Hryhorij Wowczinski